# Strada Vlaicu Pârcălab din Chișinău
Strada Vlaicu Pârcălab (între anii 1893-1924 – str. V. Sinadino; 1924-1944 – str. Regina Maria; 1944-1990 – str. 28 iunie) este o stradă din centrul istoric al Chișinăului. 
De-a lungul străzii sunt amplasate o serie de monumente de arhitectură și istorie (casa de raport, nr. 2, casa individuală, nr. 3, atenansa, nr. 8, clădirea fostei Camere de revizie gubernială, casa individuală, nr. 18, casa individuală, nr. 22,  casa individuală, nr. 26, casa individuală, nr. 27, casa individuală, nr. 32, vila urbană, nr. 34, conacul urban, nr. 35, vila urbană, nr. 39, casa individuală, nr. 41, casa individuală, nr. 42, clădirea fostei comunități a surorilor medicale „Crucea Roșie” a mănăstirii Hârbovăț, clădirea fostei Judecătorii de district, conacul urban al lui Semigradov, clădirea fostei bănci private ruso-asiatice, casa de raport, nr. 57, clădirea fostei școli Talmud Tora etc), precum și clădiri administrative (Centru Medical „Lacteia”, Compania Națională de Asigurări în Medicină, Liceul Tehnologic pentru copii cu vederea slabă, sediul Î.S. Calea Ferată din Moldova, Ambasada Italiei, Biserica Sfântul Pantelimon și altele). 
Strada începe de la intersecția cu str. Alexei Mateevici, intersectând alte 8 artere și încheindu-se la intersecția cu str. Columna.

## Legături externe
- Strada Vlaicu Pârcălab din Chișinău la wikimapia.org